# Contea di Sedgwick (Kansas)
La contea di Sedgwick in inglese Sedgwick County è una contea dello Stato del Kansas, negli Stati Uniti. La popolazione al censimento del 2014 era di 508.803 di abitanti. Il capoluogo di contea è Wichita.